# Liberazione anticipata
Secondo l'ordinamento giudiziario italiano, la liberazione anticipata consiste in una riduzione di pena di 45 giorni (1 mese e mezzo) per ogni semestre di pena scontata. È concedibile, a propria discrezione, dal Magistrato di sorveglianza su specifica domanda del detenuto solo quando ravvisi la mancanza di rilievi disciplinari e la prova di attiva partecipazione all'opera di rieducazione.

## Caratteristiche generali
Tale beneficio è concedibile, su domanda, a quanti, condannati a pena detentiva, abbiano dato prova di partecipazione all'opera di rieducazione e non siano incorsi in rilievi disciplinari.
La liberazione anticipata è applicabile sia alla pena detentiva della reclusione sia a quella dell'arresto; i condannati all'ergastolo non godono dello sconto di pena, in quanto incompatibile con la perpetuità della stessa. Tuttavia, i condannati all'ergastolo (al pari degli altri detenuti) godono della cosiddetta "presunzione di espiazione della pena", effetto della liberazione anticipata. Esso comporta che, al fine del computo della misura di pena che occorre aver espiato per essere ammessi a taluni benefici penitenziari (permessi premio, semilibertà e liberazione condizionale), la parte di pena detratta (e per l'ergastolano "virtualmente" detratta) per la concessione della liberazione anticipata si considera come scontata.
Nel computo del tempo è valutabile anche il periodo trascorso in stato di custodia cautelare, di detenzione domiciliare e di affidamento in prova ai servizi sociali.
Sono computabili solo semestri interamente compiuti, anche se derivanti da periodi frazionati e quindi il beneficio non è frazionabile per periodi inferiori al semestre.
Inoltre, poiché la concessione avviene con provvedimento del Magistrato di sorveglianza dopo assunto per il semestre completamente scontato le relazioni dell'amministrazione penitenziaria e dei servizi sociali, nonché il parere del Pubblico Ministero competente per territorio, l beneficio viene di fatto concesso con un certo ritardo rispetto al compimento del semestre e non viene di fatto usufruito nell'ultimo periodo di pena.

## Presupposti per l'ammissione
Affinché possa applicarsi tale istituto, è necessario che il condannato abbia attivamente partecipato al processo di rieducazione e non sia incorso in rilievi disciplinari durante il periodo di carcerazione. È conteggiabile anche il periodo trascorso in custodia cautelare sia in carcere che agli arresti domiciliari, sempre che durante il periodo intercorrente tra la custodia cautelare e la carcerazione in seguito a condanna definitiva il condannato abbia tenuto in stato di libertà totalmente corretto, senza commissione di altri reati o anche comportamenti antigiuridici che non abbiano portato ad una condanna penale, ritenendosi che comportamenti non corretti comprovino che il periodo trascorso in custodia cautelare non è stato rieducativo.

## Applicabilità
Ai sensi dell'Art. 4 Bis dell'ordinamento penitenziario questa misura alternativa non può essere concessa per i delitti ivi previsti neppure se collaboratori di giustizia (Art. 58 ter O.P.)
Va detto, che la condanna per delitto non colposo commesso nel corso dell'esecuzione e successivamente alla concessione del beneficio ne comporta la revoca immediata.

## Liberazione anticipata speciale
All'evidente scopo di ridurre il sovraffollamento delle carceri e di risarcire i detenuti meritevoli che hanno subito il disagio delle condizioni di sovraffollamento, a fine 2013 è stata introdotta la liberazione anticipata speciale, consistente in un aumento di trenta giorni per i periodi di liberazione anticipata concessi o da concedersi per i periodi semestrali trascorsi per intero in carcere nel periodo tra il 1º gennaio 2010 ed il 31 dicembre 2015 (escludendosi cioè i semestri o le frazioni di semestri trascorsi in detenzione domiciliare).
Tale istituto non si applica ai condannati per uno dei reati elencati dall'art 4 bis legge 354/1975 (Ordinamento penitenziario).

## Procedura
Il rito de plano è affidato al magistrato di sorveglianza, che decide non prima di quindici giorni dalla richiesta del parere al pubblico ministero ed anche in assenza di esso, ma con la possibilità di un reclamo al tribunale di sorveglianza, sulla decisione del quale è ammesso ricorso in Cassazione.

La concessione del beneficio è comunicata all'ufficio del pubblico ministero che ha emesso il provvedimento di esecuzione.
Per la formazione dei semestri da prendersi in considerazione per la liberazione anticipata è valutato anche il periodo trascorso in custodia cautelare o di detenzione domiciliare.
Il computo dei giorni scontati viene fatto calcolando una riduzione di 45 giorni per ciascun semestre di pena scontata.
Con la nuova regolamentazione giuridica i giorni di riduzione della pena sono aumentati a 75 se il periodo è trascorso presso una struttura penitenziaria.
Il tribunale di sorveglianza può decidere di revocare il beneficio, qualora il condannato abbia commesso un delitto non colposo nel corso dell'esecuzione del benificio.
Anche la pendenza giudiziale per un fatto successivamente accertato costituisce motivo di revoca.